# 达东维尔
达东维尔（法語：Dadonville，法語發音：[dadɔ̃vil]）是法国卢瓦雷省的一个市镇，位于该省北部，属于皮蒂维耶区。

## 地理
达东维尔（48°8'32"N, 2°15'9"E）面积18.21 平方千米，位于法国中央-卢瓦尔河谷大区卢瓦雷省，该省份为法国中北部省份，北起埃松省，西北接厄尔-卢瓦省，西南接卢瓦-谢尔省，南至涅夫勒省和谢尔省，东临约讷省，东北接塞纳-马恩省。
与达东维尔接壤的市镇（或旧市镇、城区）包括：阿斯库、邦达鲁瓦、加蒂奈地区布伊、埃斯图伊、皮蒂维耶、旧皮蒂维耶、耶夫尔城。

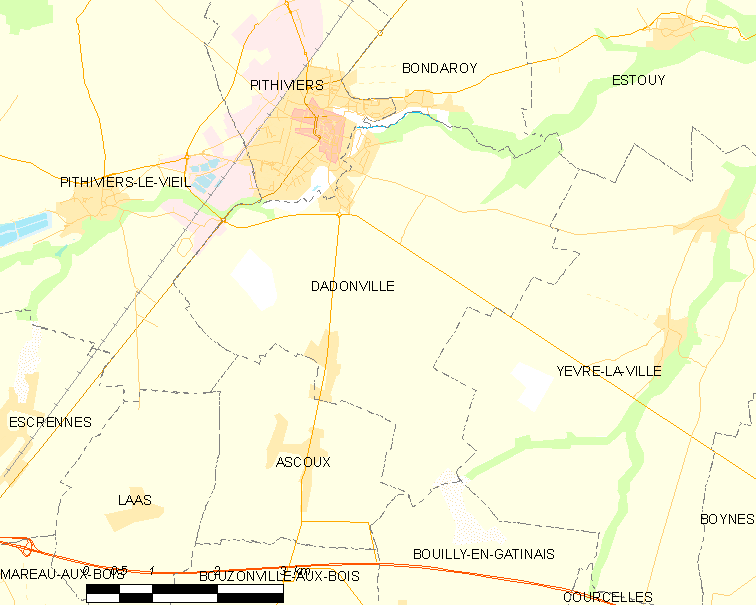
达东维尔的OSM定位图

达东维尔的时区为UTC+01:00、UTC+02:00（夏令时）。

## 行政
达东维尔的邮政编码为45300，INSEE市镇编码为45119。

## 政治
达东维尔所属的省级选区为皮蒂维耶县。

## 人口

1962-2008年间达东维尔人口变化图示

达东维尔于2022年1月1日时的人口数量为2363人。